# دیانا پتراکیوا
دیانا پتراکیوا (انگلیسی: Diana Petrakieva؛ زادهٔ ۲۴ اکتبر ۱۹۸۱) بازیکن فوتبال اهل بلغارستان است.
وی همچنین در تیم ملی فوتبال Bulgaria بازی کرده‌است.